# Piaggio P.16
Die Piaggio P.16 war ein schwerer Bomber des italienischen Herstellers Piaggio.

## Geschichte und Konstruktion
Die P.16 war ein dreimotoriger Schulterdecker mit Knickflügeln. Seine Tragflächen waren relativ dick ausgelegt und das Leitwerk hoch angesetzt. Es besaß ein Spornradfahrwerk, wobei das Hauptfahrwerk eingezogen werden konnte. Neben den Bomben bestand ihre Bewaffnung aus vier 7,62-Millimeter-Maschinengewehren, von denen zwei in den Vorderkanten der Tragflächen angebracht waren, eines in einem einziehbaren Geschützstand auf dem Rumpf und eines im hinteren Rumpf unter dem Leitwerk. Der Bombenschütze hatte seinen Platz hinter dem Bugmotor an der Unterseite des Rumpfes.

## Militärische Nutzung
- Italien
  - Regia Aeronautica

## Technische Daten
| Kenngröße             | Daten                                                                         |
| --------------------- | ----------------------------------------------------------------------------- |
| Besatzung             | 4                                                                             |
| Länge                 | 13,35 m                                                                       |
| Spannweite            | 22 m                                                                          |
| Höhe                  | 3,5 m                                                                         |
| Flügelfläche          | 69,97 m²                                                                      |
| Flügelstreckung       | 6,9                                                                           |
| Leermasse             | ? kg                                                                          |
| max. Startmasse       | 8432 kg                                                                       |
| Reisegeschwindigkeit  | ? km/h                                                                        |
| Höchstgeschwindigkeit | 399 km/h                                                                      |
| Dienstgipfelhöhe      | ? m                                                                           |
| Reichweite            | 1999 km                                                                       |
| Triebwerke            | 3 × 9-Zylinder-Sternmotoren Piaggio Stella P.IX R.C.40 mit je 520 kW (707 PS) |
| Bewaffnung            | 4 × 7,62-mm-Maschinengewehre 1000 kg Bomben                                   |